# 美洲夜鹭属
美洲夜鹭屬是鵜形目鹭科下的一个属。本屬物種分佈於美洲，目前下屬2個物種。

## 命名歷史
本屬由美國鳥類學家萊昂哈德·赫斯·史丹奈格於1887年描述，其模式種則指定為，即黄冠夜鹭。其屬名來自於古希臘語的（「夜晚」之意）及（「女王、女士」之意）組合而成。

## 下屬物種
本屬包含以下物種：
- 黄冠夜鹭 Nyctanassa violacea (Linnaeus, 1758)
- †百慕大夜鹭 Nyctanassa carcinocatactes Olson & Wingate, 2006

## 外部連結
- 维基共享资源上的相關多媒體資源：美洲夜鹭属
- 維基物種上的相關：美洲夜鹭属